# Baby boomer

Le etichette usate in sociologia per indicare le diverse generazioni

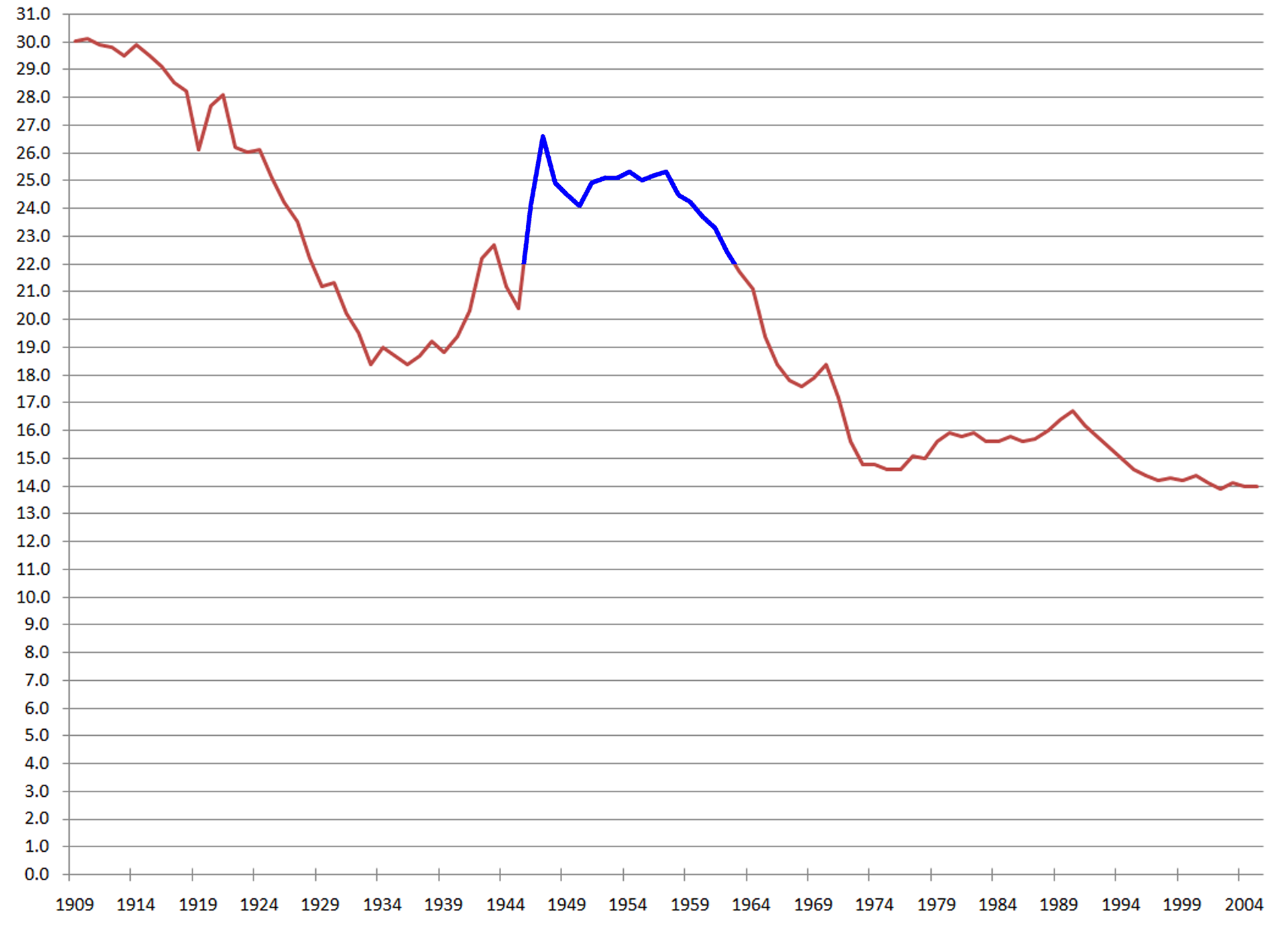
Tasso di natalità negli Stati Uniti nel XX secolo: il baby boom è evidenziato in blu

Con il termine baby boomer (dall'inglese "appartenente al boom demografico dei bebè") viene comunemente indicata una persona nata in Nord America o in Europa tra il 1946 e il 1964, ovvero durante il periodo dell'esplosione demografica (boom) avvenuta in quegli anni, noto con il termine inglese "baby boom", che proseguì parallelo al boom economico registrato in questi paesi nel secondo dopoguerra (nonostante alcune interpretazioni non ortodosse includano in questa generazione anche chi è nato nel 1945 ed escludano i nati nel 1964).
La generazione dei baby boomer segue la Generazione silenziosa ed è seguita dalla Generazione X.
Con il tempo, il termine "baby boomer", insieme ai suoi sinonimi "boomer" o semplicemente "boomie", è stato utilizzato per indicare coloro che sono nati tra il 1946 e il 1964 anche in paesi diversi da quelli nordamericani o europei e che quindi non furono parte del boom demografico da cui appunto deriva il termine. Di conseguenza oggigiorno è abbastanza invalso l'uso di identificare come boomer una persona nata grosso modo intorno agli anni cinquanta, indipendentemente dalla provenienza geografica (anche qualora, paradossalmente, fosse nato in un paese che negli anni cinquanta attraversasse un calo demografico).

## Uso del termine nella cultura di massa
In ambito giornalistico, mediatico e dei social network, si tende talvolta a identificare con il termine "boomers" quanti presentino determinate caratteristiche di usi, costumi e pensiero, rendendo di fatto "l'essere un boomer" una categoria antropologica. Il termine "boomer" è dunque usato dalle generazioni dei nati a cavallo tra il secondo e il terzo millennio (o direttamente in quest’ultimo) come indicatore di una generazione portatrice di modi di pensare e agire conservatori, superati e perfino nocivi. In realtà, storicamente la generazione dei baby boomer si è segnalata per un atteggiamento di rottura con la generazione precedente, portando tematiche come l'antirazzismo, il femminismo o l'ecologia.
Lo stereotipo vuole il boomer come una persona interessata alla tecnologia ed ai social network - talvolta anche più dei giovani - ma simpaticamente maldestra nel loro utilizzo, ad esempio commettendo errori madornali per colpa dei correttori ortografici, condividendo materiale privato sulle bacheche pubbliche o sbagliando destinatario di alcuni testi. Lo stereotipo vuole inoltre che il boomer non sappia fare ricerca delle fonti o distinguere tra una notizia giornalistica vera ed una falsa, facendosi influenzare sui social network da schemi complottisti e di dubbia provenienza, tendendo più facilmente della generazione più giovane a condividere notizie che negano evidenze scientifiche come il cambiamento climatico.
Nel novembre del 2019 acquisì improvvisa e vasta notorietà mediatica l'espressione "OK boomer": nata nel mondo dei social network, nell'immaginario collettivo dei giovani, "boomer" si riferisce ad un individuo nato nell'era del baby boom, che parla ai giovani contrapponendo la realtà di quegli anni a quella di oggi. “Ok, boomer” è in pratica un’espressione usata da adolescenti e giovani per zittire acriticamente o prendere in giro opinioni su cui sono in disaccordo percepite come lamentele conservatrici e paternalistiche della generazione dei cinquanta-sessanta-settantenni, e ritenuta responsabile dei principali disastri contemporanei, dalla crisi finanziaria a quella pensionistica e climatica.

## Contesto storico: il piano Marshall e il boom economico
Superata da poco la seconda guerra mondiale, il piano Marshall diede un impulso eccezionale all'economia europea. L'ondata di ottimismo si rifletté in un aumento demografico, chiamato appunto baby boom. A sua volta la presenza di più persone contribuì all'aumento di domanda per beni di consumo, stimolando la crescita economica registrata in quel periodo. Di conseguenza, in ambito giornalistico e mediatico, si è soliti considerare i boomers come individui cresciuti in un'epoca di grande sviluppo, innovazioni e miglior benessere economico rispetto ai decenni precedenti.

### Italia

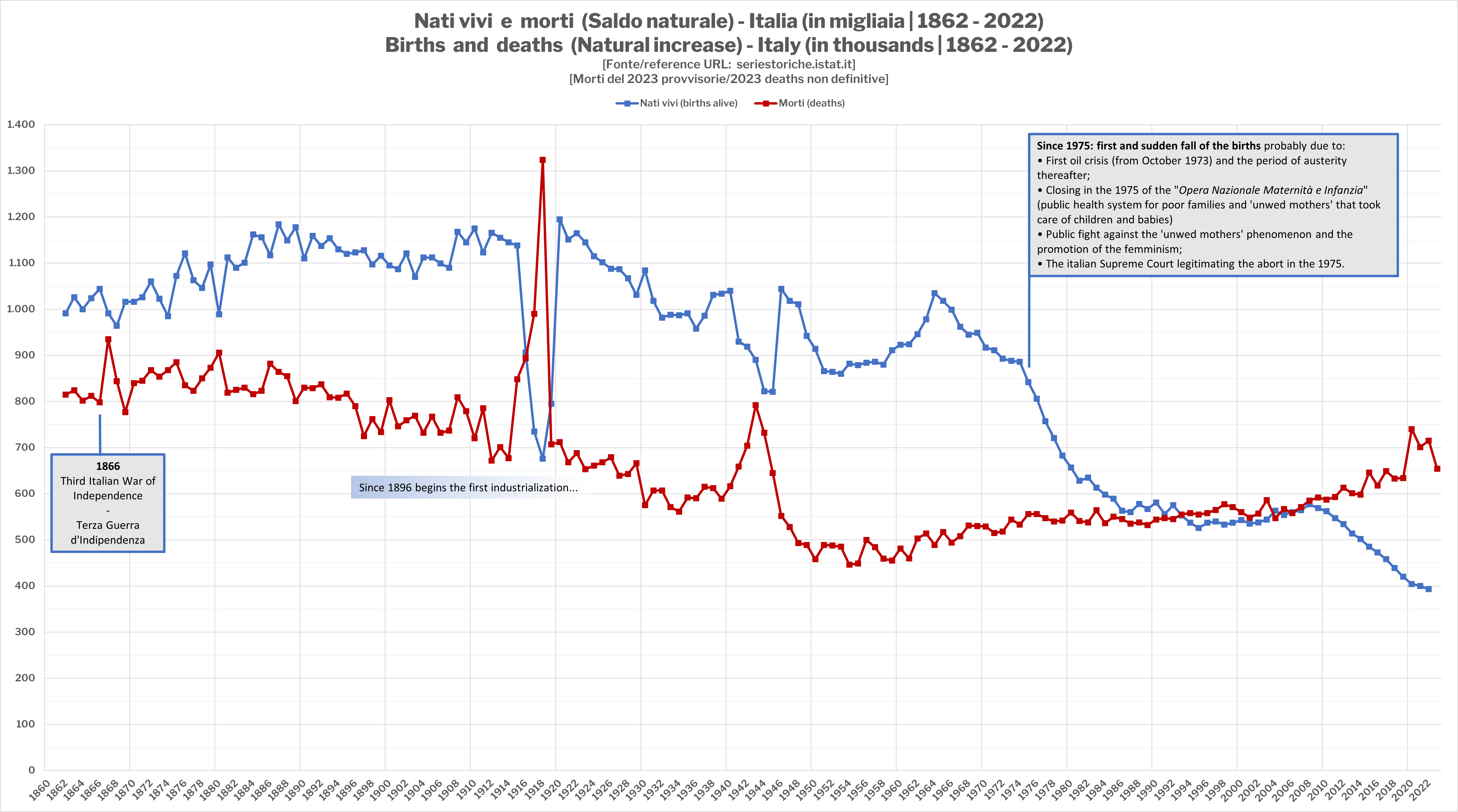
Nascite e morti in Italia dal 1862 ad oggi (dati ISTAT). Si notano i picchi negativi delle due guerre mondiali, oltre al periodo del secondo dopoguerra caratterizzato in media da un numero di nascite paradossalmente più basso rispetto agli anni '30, tranne per il periodo di metà anni '60. Dal 1975 all'improvviso le nascite cominceranno a crollare rapidamente, stabilizzandosi dal 1982 al 2008, per poi ricominciare a crollare e diventare sempre minori rispetto ai morti.

In Italia si parlò della crescita economica come del "miracolo economico italiano", a cui si accompagnò la crescita demografica.
Dal 1946 al 1964 la popolazione italiana crebbe di circa 6 milioni di abitanti, passando da 45,5 a 51,4 milioni. L'incremento naturale annuo andava dalle 363.000 unità del 1953 alle 526.000 del 1964, grossomodo in linea con gli anni precedenti (esclusi quelli della Seconda guerra mondiale), e lievemente superiore a quelli immediatamente successivi.
Un limitato "baby boom" si ebbe a metà degli anni '60, in cui nacquero più di un milione di bambini all'anno, evento che non accadeva stabilmente dagli anni '30 e che non si sarebbe più ripetuto. A partire dall'anno 1975 cominciò una diminuzione molto rapida e repentina delle nascite, che portò negli anni '80'90-2000 a eguagliare il numero di morti, intorno alle 550.000 unità in media. A partire dal 2009 il numero di nascite è di nuovo in rapido declino.

## Ideologie culturali e politiche

### Movimenti anti-sistema: beat, hippy, provo
Negli anni Cinquanta si erano diffusi nuovi modi di pensare, nuovi valori, nuove visioni della società, nuovi stili di vita nella società occidentale. Si trattava di un movimento di netta rottura col passato e con la cultura dominante, e di un impulso innovativo proiettato verso l’esterno e verso il futuro. Queste trasformazioni investirono sia l’arte, sia la cultura, sia il costume, con continui interscambi fra questi ambiti. Il fenomeno beat  balzò all’evidenza, inizialmente, nel mondo della cultura, soprattutto nella letteratura, per opera di figure come Jack Kerouac, Lawrence Ferlinghetti, Lucien Carr, Allen Ginsberg, William S. Burroughs, Neal Cassady, Gary Snyder. Ci fu un processo di aggregazioni giovanili attorno a happening letterari incentrati su questi personaggi, ma in realtà tali poeti e scrittori descrivevano una realtà già esistente da alcuni anni, la Beat generation, caratterizzata da stili di vita giovanili alternativi. I nuovi orientamenti e interessi spaziavano fra misticismo, approfondimenti di diverse culture (come le filosofie orientali), avvicinamento alla natura e allontanamento dalla società industriale avanzata, nuove forme di percezione ed esperienze psichedeliche, scelte di vita caratterizzate da rottura con la famiglia tradizionale, ricerca di esperienze comunitarie, liberazione sessuale. Fernanda Pivano, traduttrice, scrittrice, giornalista e critica musicale, fece conoscere la cultura beat in Italia.

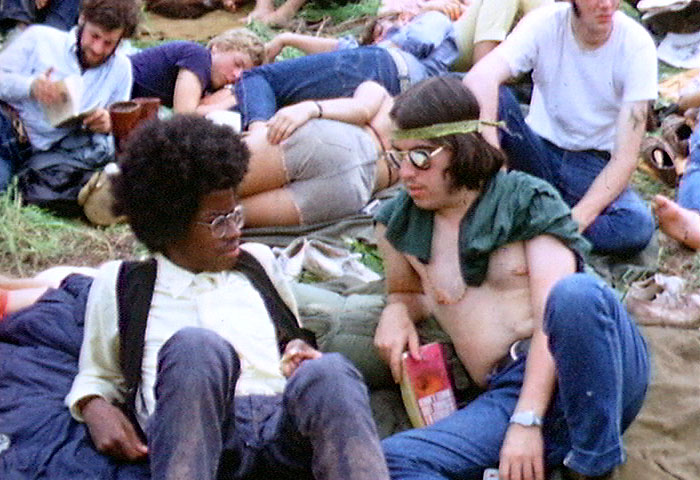
Un'istantanea dal Festival di Woodstock (1969)

A partire dalla metà degli anni Sessanta, le aggregazioni giovanili di questo tipo presero il nome di hippy (mentre il termine beat si spostò principalmente a denotare un particolare tipo di musica a esse collegata, che ebbe come principali riferimenti i Beatles e i Rolling Stones). Si distinsero per costumi molto liberi e ampio uso di sostanze stupefacenti, soprattutto LSD, un allucinogeno che proprio in quegli anni fu immesso sul mercato con rapida diffusione e di cui si teorizzavano le doti di espansione della mente. Gli hippy non solo si aggregarono in realtà alternative (comuni), ma si proiettarono fortemente all’esterno in forme di protesta sociale e politica, principalmente contro la guerra in Vietnam, il maschilismo e il razzismo. Il Festival di Woodstock del 1969, in cui mezzo milione di persone assistettero a un concerto rock per tre giorni senza incidenti, diventò l'emblema della cultura hippy.

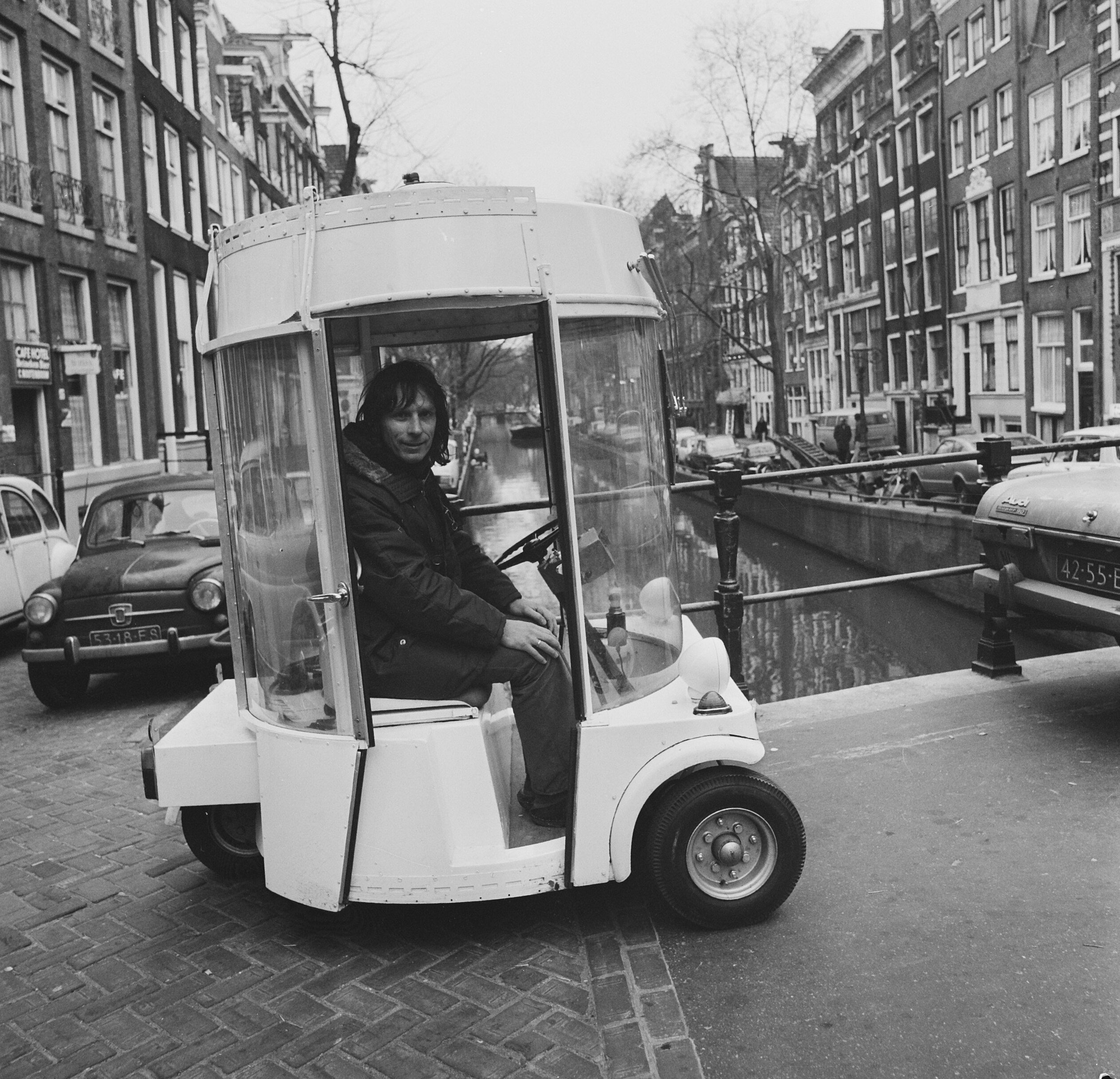
L'attivista Provo Luud Schimmelpennink ideatore delle "macchine bianche", che anticipava l'odierno car-sharing

I provo (da "provocazione") furono un movimento di controcultura sorto nei Paesi Bassi intorno al 1965. La loro battaglia era incentrata contro il consumismo e in difesa dell’ambiente, anticipando fortemente l’ambientalismo che diverrà un tema centrale nei movimenti giovanili solo diversi anni dopo. Attuavano manifestazioni, sempre nonviolente, di grande visibilità e spesso molto provocatorie. Avevano come simbolo le biciclette bianche, sulle quali giravano in enormi gruppi per le città. Avanzavano una precisa proposta politica costituita dai Progetti bianchi: chiedevano la socializzazione dei mezzi di trasporto con le "macchine bianche" e delle abitazioni (segnalavano pubblicamente gli appartamenti sfitti da occupare - anticipando di molti anni il fenomeno degli squatter), organizzavano momenti di informazione popolare sui metodi contraccettivi. Il principale loro progetto politico era il Piano delle Biciclette Bianche, che prevedeva di abolire progressivamente il traffico motorizzato sostituendolo con quello ciclistico, utilizzando biciclette di proprietà pubblica (anticipando di molti anni le successive iniziative di bike sharing).

### Maggio 1968 e la "contestazione generale"
Nel 1964 nell'Università americana di Berkley scoppiò una rivolta senza precedenti. Il contagio fu immediato. Nei campus americani la protesta giovanile mise insieme classi, ceti, gruppi, investì la morale e i rapporti umani. Gli studenti si schierarono contro la guerra del Vietnam, a favore delle battaglie per i diritti civili e alle filosofie che esprimevano il rifiuto radicale verso un certo stile di vita.

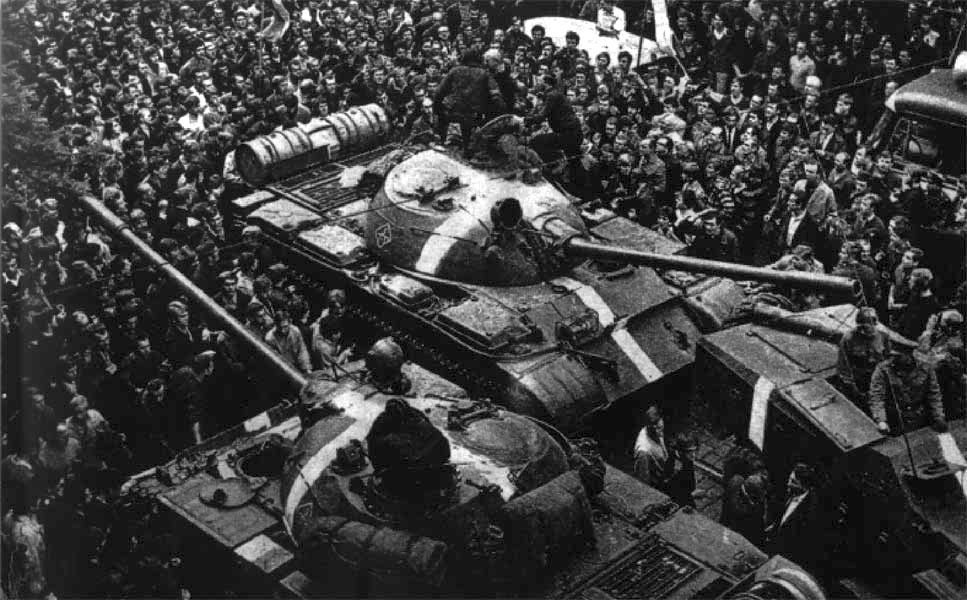
Praga, agosto 1968. Carri armati sovietici circondati dalla folla.

Al contempo, alcune popolazioni del blocco orientale si sollevarono per denunciare la mancanza di libertà e l'invadenza della burocrazia di partito, gravissimo problema sia dell'Unione Sovietica sia dei Paesi legati a essa. Le manifestazioni chiedevano più libertà di espressione e una maggiore considerazione delle opinioni e della volontà della popolazione sulle scelte politiche. La più alta delle manifestazioni di protesta fu la rivolta studentesca in Cecoslovacchia, che condusse alla svolta politica chiamata «Primavera di Praga»: questo movimento portò a un progetto riformatore che prevedeva l'allargamento della partecipazione politica dei cittadini e la ristrutturazione dell'economia, con la rinuncia del potere assoluto da parte dello Stato.
L'avvento al potere di Leonid Il'ič Brežnev significò per la società sovietica la fine di ogni spinta riformatrice. L'URSS decise di soffocare con la forza il movimento di riforma.
L'occupazione della Facoltà di Sociologia a Trento del gennaio 1966, e la pubblicazione di un'inchiesta sulla sessualità nei giovani sul giornale studentesco La Zanzara a Milano nel febbraio dello stesso anno, furono gli eventi che segnarono l'inizio del Sessantotto italiano. Di particolare rilevanza per il costume italiano fu la "questione femminile" con la fondazione nel 1969 del Fronte Italiano di Liberazione Femminile (FILF) e il Movimento per la Liberazione della Donna (MLD).

### Movimento del 1977

Corteo di femministe nel 1977

Il Movimento del '77 è stato un movimento politico spontaneo extra-parlamentare nato in Italia nel 1977 come sviluppo e trasformazione dei movimenti giovanili e operai ancora esistenti nel paese dopo il Sessantotto. Nato principalmente nell'area dei gruppi della sinistra extraparlamentare, diversamente dai precedenti movimenti studenteschi, non solo contestava il sistema dominante dei partiti e dei sindacati, ma metteva in discussione la tipologia delle organizzazioni che gli stessi studenti si erano dati fino ad allora, e portando avanti anche alcune tematiche fino ad allora inedite.

## Rappresentazione nei media
Uno dei canali per rappresentare il conflitto generazionale fra i baby boomer e le generazioni precedenti (e successive) furono i film. Uno dei più rilevanti per la tematica di "rottura" fu il film americano Indovina chi viene a cena? del 1967, in cui si trattava dell'abolizione del divieto al matrimonio interrazziale. I genitori, membri della Greatest Generation, vengono messi di fronte alla possibilità che la loro figlia bianca sposi un nero. Tutta la famiglia è coinvolta in accese discussioni su questo progetto di fidanzamento, inclusa la domestica nera (Isabel Sanford), la quale accusa il fidanzato (Sidney Poitier) di essere un "poco di buono".
Un altro canale sono state le serie televisive, in particolare le serie tv americane.

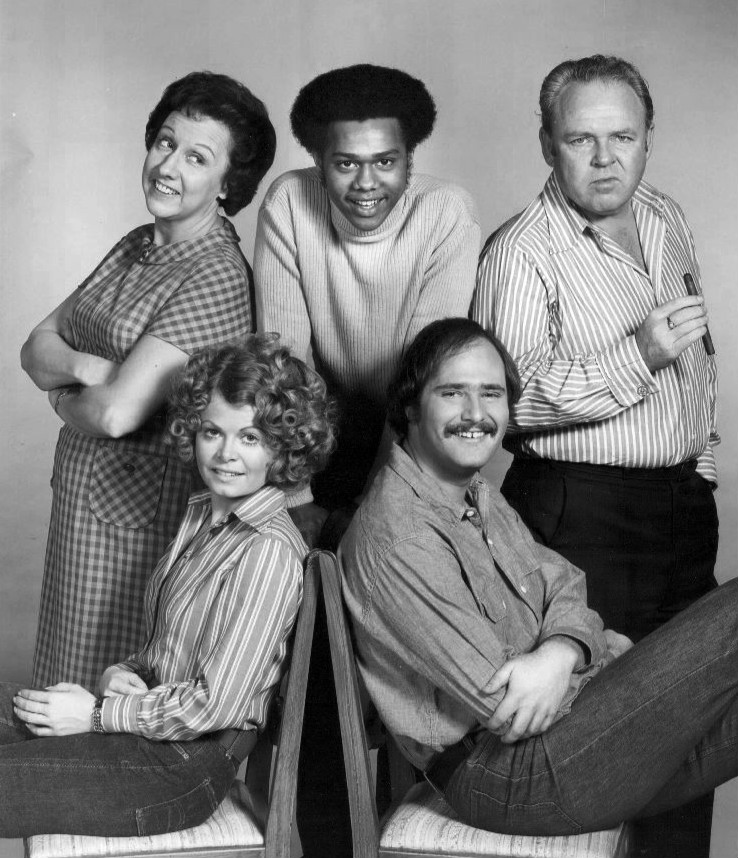
Parte del cast della serie Arcibaldo (1973)

Negli anni Settanta la sitcom Arcibaldo aprì la strada alla raffigurazione televisiva di temi precedentemente considerati non idonei per le commedie televisive, come il razzismo, il sesso, l'omosessualità, il ruolo delle donne, lo stupro, l'aborto, il cancro, la guerra del Vietnam, la menopausa e l'impotenza. Il protagonista Arcibaldo Bunker, che dà il nome alla serie, è un membro della Generazione silenziosa ed è rappresentato come bigotto, razzista, pieno di pregiudizi nei confronti di tutti coloro che non sono simili a lui. Passa il tempo a discutere con la figlia e il genero - immigrato di origine polacca - che sono invece progressisti e femministi. La moglie di Arcibaldo ha come migliore amica Louise Jefferson, una vicina di casa nera. Invece i rispettivi mariti, Arcibaldo e George Jefferson, si odiano cordialmente dato che hanno praticamente lo stesso carattere. La serie "Arcibaldo" avrà come spin-off I Jefferson, sitcom dedicata ai vicini di casa e proporrà in tv per la prima volta un matrimonio interrazziale al pubblico americano (i matrimoni interrazziali furono illegali negli Stati Uniti fino al 1967).
Negli anni Ottanta la sitcom Casa Keaton rappresenta invece la situazione inversa: i genitori, Steven e Elyse Keaton, appartengono alla generazione hippy mentre i figli appartengono alla Generazione X e sono completamente a loro agio nel consumismo di quel decennio. In particolare il primogenito Alex Keaton (Michael J. Fox) è un futuro yuppie ed è rappresentato come un conservatore grande fan di Ronald Reagan.